# Chaetostoma aequinoctiale
Chaetostoma aequinoctiale är en fiskart som beskrevs av Pellegrin, 1909. Chaetostoma aequinoctiale ingår i släktet Chaetostoma och familjen Loricariidae. Inga underarter finns listade i Catalogue of Life.